# ورا سی. بوشفیلد
ورا سی. بوشفیلد (به انگلیسی: Vera Cahalan Bushfield) سناتور سابق عضو حزب جمهوری‌خواه ایالات متحده آمریکا بود. وی در سال ۱۹۴۸ میلادی سناتور ایالت داکوتای جنوبی در سنای ایالات متحده آمریکا بود.